# Dolichobostrychus yunnanus
Dolichobostrychus yunnanus là một loài bọ cánh cứng trong họ Bostrichidae. Loài này được Lesne miêu tả khoa học năm 1913.